# ان‌جی‌سی ۲۴۰
ان‌جی‌سی ۲۴۰ (انگلیسی: NGC 240) نام یک کهکشان عدسی در صورت فلکی ماهی است.